# گردان ده
گردان ده (به لاتین: Gardan Deh) یک منطقهٔ مسکونی در افغانستان است که در ولایت بامیان واقع شده‌است.